# 13492 Vitalijzakharov
13492 Vitalijzakharov eller 1984 YE4 är en asteroid i huvudbältet som upptäcktes den 27 december 1984 av den rysk-sovjetiska astronomen Ljudmila Karatjkina vid Krims astrofysiska observatorium på Krim. Den är uppkallad efter Vitalij Aleksandrovich Zakharov.
Asteroiden har en diameter på ungefär 3 kilometer.